# Faaker See
Faaker See of Faakmeer ((de)  Faaker See, (sl) Baško jezero) is een alpien meer in de Oostenrijkse deelstaat Karinthië. Met een oppervlakte van ongeveer 2,2 km² is het het op vijf na het grootste meer van Karinthië. Faaker See is bekend om zijn helder turkoois water en is een populaire bestemming om te baden en voor vakanties. Vissen, in het bijzonder op witvis (Reinanke), is populair. Motorboten zijn er verboden.
Het meer ligt ten zuiden van de stad Villach en de rivier de Drau aan de noordelijke helling van het Karawanken-gebergte. De dorpen Drobollach en Egg op de noordelijke oever behoren tot de gemeente Villach. Het dorp Faak in het zuidwesten, waar het meer naar is vernoemd, is onderdeel van de gemeente Finkenstein.

## Afbeeldingen

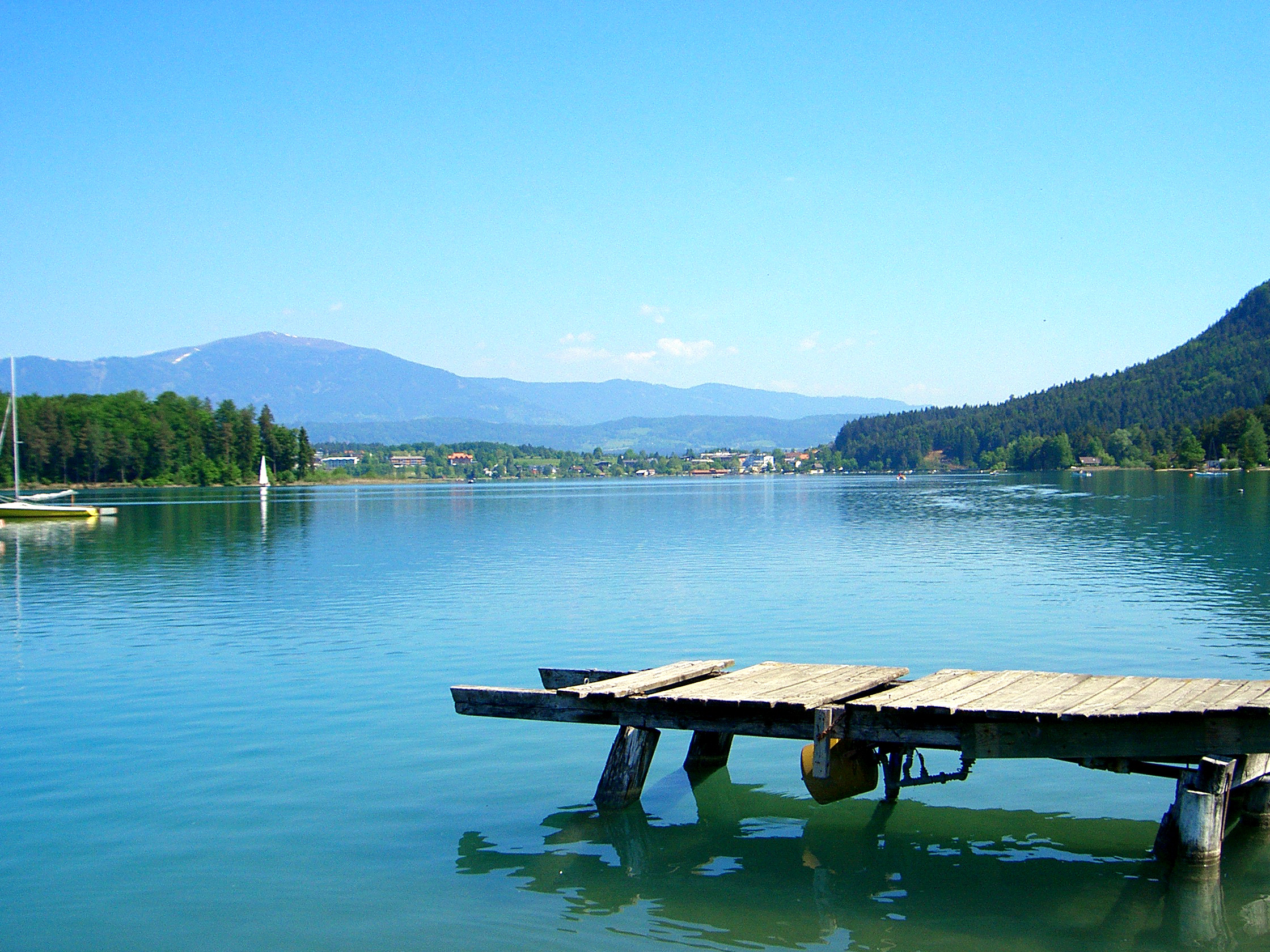
Blik op de Faaker See (zuidzijde)
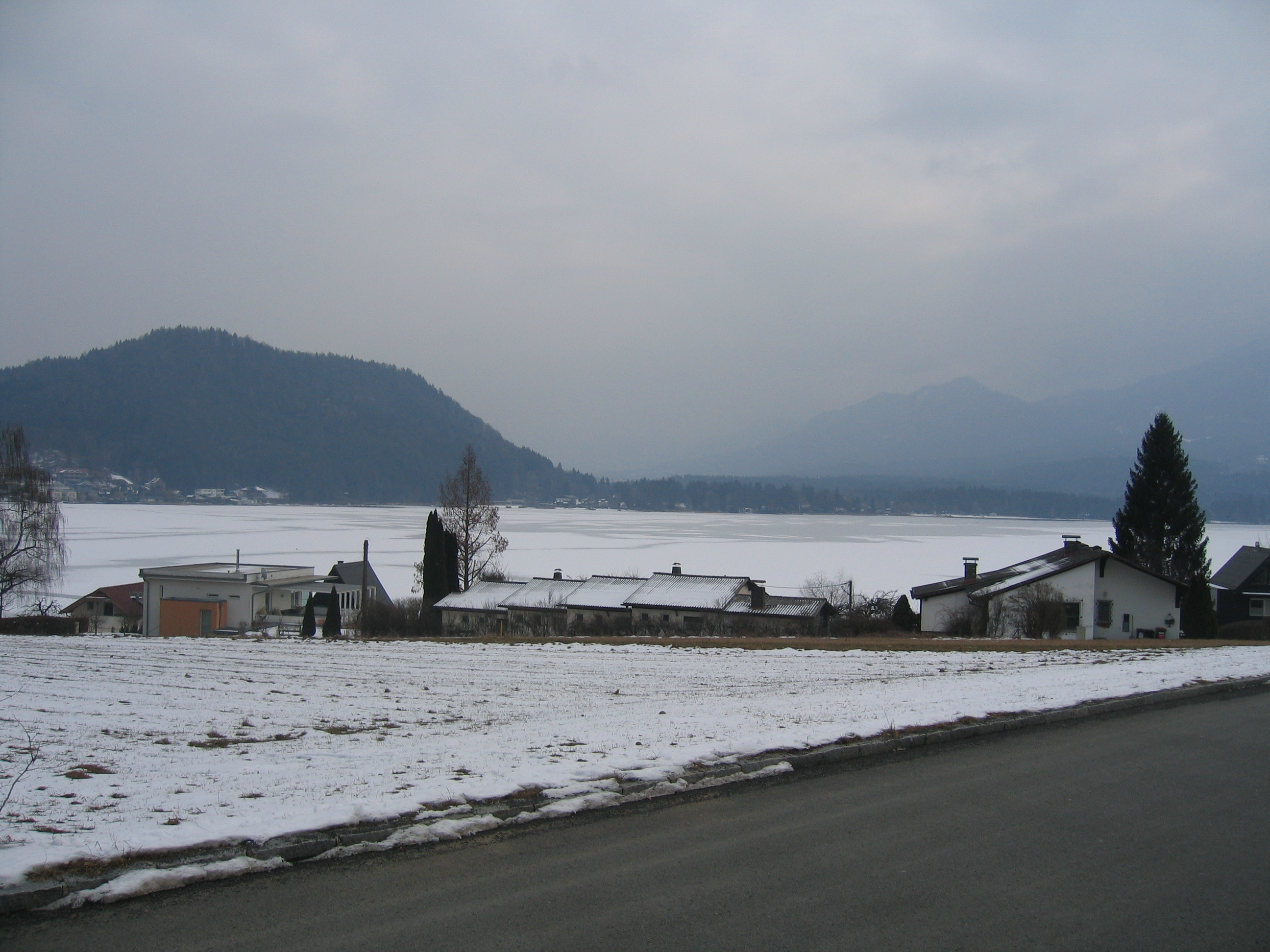
Faaker See in de winter
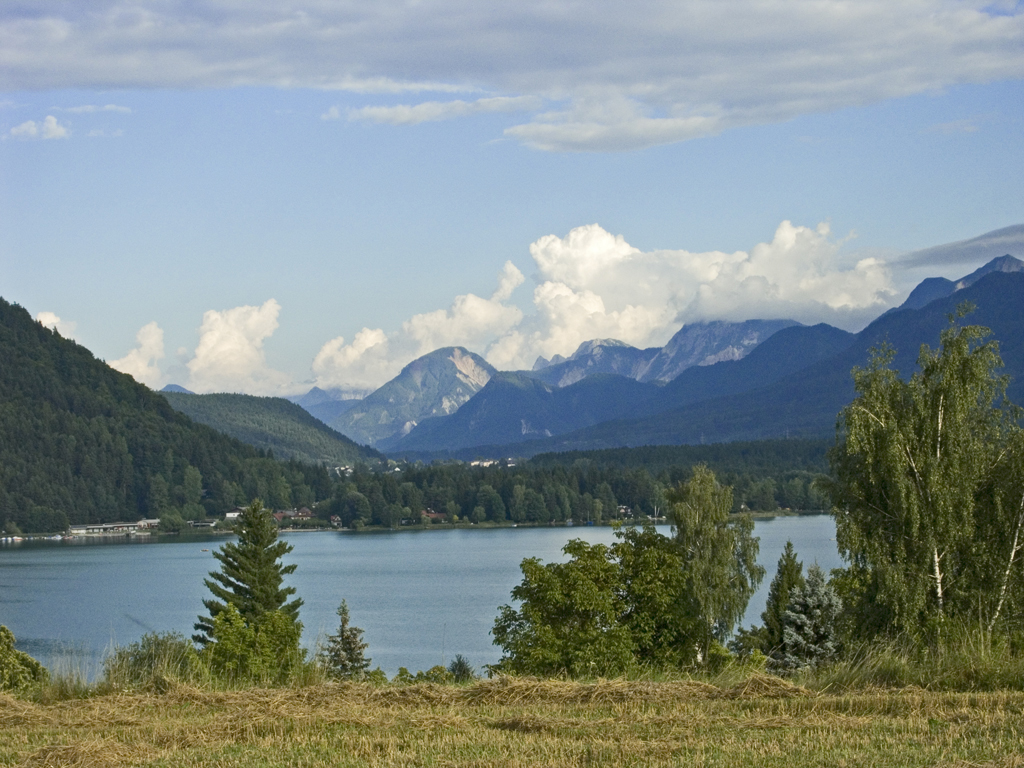
Blik op de Faaker See (noordzijde)
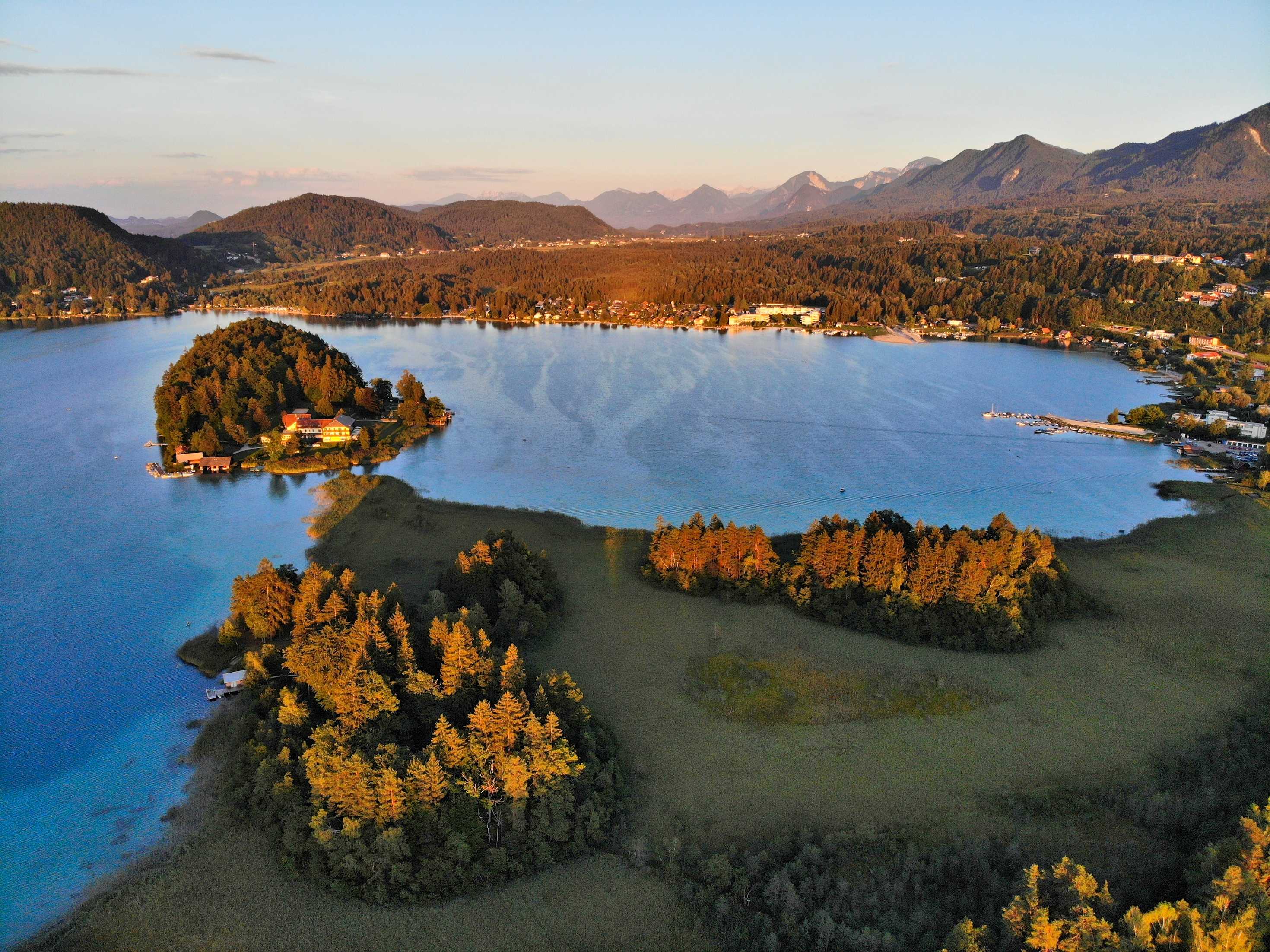
Faaker See